# Woody Guthrie Folk Festival
O Woody Guthrie Folk Festival é realizado anualmente em meados de julho, para comemorar a vida e a música de Woody Guthrie. O festival é realizado no fim de semana mais próximo de 14 de Julho - a data de nascimento de Woody - na cidade natal de Guthrie Okemah, Oklahoma. As principais performances diurnas são realizadas em ambientes fechados, como no Brick Street Cafe e o Crystal Theater. À noite, as principais performances são realizadas ao ar livre no Pastures of Plenty. O festival é organizado e implantado anualmente pela Woody Guthrie Coalition, uma organização sem fins lucrativos, cujo objetivo é simplesmente garantir o legado musical de Guthrie.